# Marta Skrzypińska
Marta Skrzypińska (ur. 29 czerwca 1949) – polska lekkoatletka - sprinterka oraz płotkarka, medalistka mistrzostw Polski i halowych mistrzostw Europy.

## Kariera sportowa
Była zawodniczką Polonia Warszawa.
W 1973 została brązową medalistką halowych mistrzostw Europy w sztafecie 4 × 2 okrążenia (z Danutą Manowiecką, Krystyną Kacperczyk i Danutą Piecyk) - Polki były jednak ostatnim z trzech startujących zespołów.
Na mistrzostwach Polski na otwartym stadionie zdobyła dwa medale: srebrny w sztafecie 4 × 400 metrów w 1970 i brązowy w sztafecie 4 × 100 metrów w 1969. W 1973 została halową wicemistrzynią Polski w biegu na 400 metrów.
Rekordy życiowe:
- 400 m - 54.5 (1.07.1972),
- 400 m przez płotki - 60.2 (1.05.1973 - był dziewiątym wynikiem na świecie w tym roku)[5][6].